# Ivan Crnolatac
Ivan Crnolatac (Sarajevo, 5. kolovoza 1913. – Split, 1. prosinca 1985.), hrvatski geolog, biolog i muzeolog

## Životopis
Rođen u Sarajevu 1913. godine. U Bihaću završio gimnaziju. U Zagrebu je studirao biologiju, a magistrirao je geologiju. U Geološko-paleontološkom muzeju kustos od 1941. godine. Ondje je zajedno s kolegama Krešimirom Sakačem, Melitom Pavlovskom i Antom Milanom postavio stalni postav 1968. godine. ravnatelj muzeja. Bio je ravnatelj tog muzeja čijoj je modernizaciji pridonio. Bavio se geološkim kartiranjem (istarska naselja) i inim geološkim temama. Muzejska problematika bila mu je osnovna djelatnost, ali bavio se i geološkom problematikom u rudnicima Raša i Ljubija, velikim građevinskim zahvatima poput hidroelektrana Peruča, Split, Senj, Rječina, tunel Učka, razne magistralne ceste, vodoopskrba Rijeke i brojnih hrvatskih otoka. Osim u Hrvatskoj i BiH, djelovao i u Iranu, Libanonu, Egiptu i Sudanu. Znanstvene i stručne radove objavio u Geološkom vjesniku. Član i predsjednik Hrvatskog geološkog društva.